# Tabagismo e gravidez

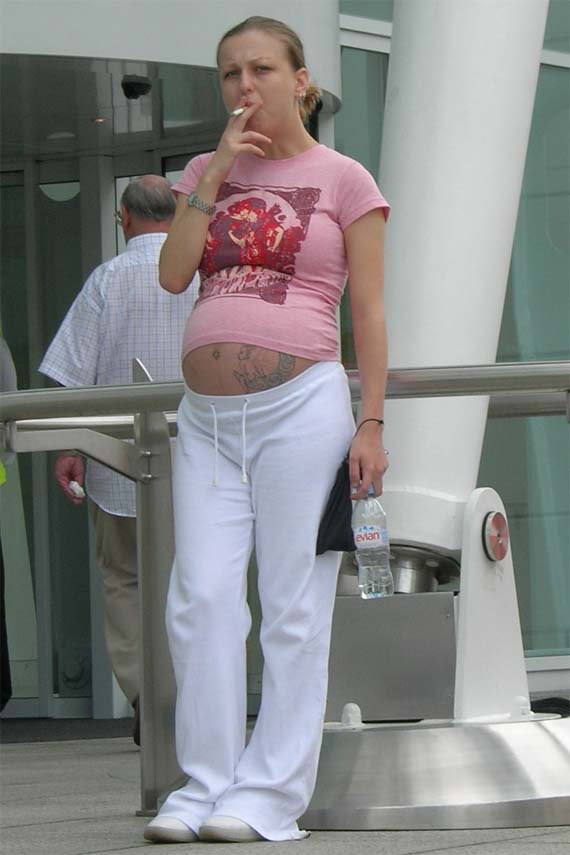
Mulher grávida fumando do lado de fora de um hospital em Londres

O tabagismo durante a gravidez causa muitos efeitos nocivos à saúde e à reprodução, além dos gerais efeitos do tabaco na saúde. Vários estudos demonstraram que o consumo de tabaco é um fator significativo em abortos espontâneos entre gestantes fumantes, além de contribuir para diversas outras ameaças à saúde do feto.
Devido aos riscos associados, recomenda-se não fumar antes, durante ou após a gravidez. Caso isso não seja possível, reduzir o número diário de cigarros pode minimizar os riscos para mãe e filho. Isso é especialmente importante em países em desenvolvimento, onde o aleitamento materno é essencial para o estado nutricional da criança.

## Tabagismo antes da gravidez
Mulheres grávidas ou com planos de engravidar são aconselhadas a interromper o tabagismo. É importante analisar esses efeitos porque fumar antes, durante e após a gravidez não é um comportamento incomum na população geral e pode ter impactos prejudiciais à saúde, tanto da mãe quanto da criança. Em 2011, aproximadamente 10% das gestantes em 24 estados dos Estados Unidos relataram fumar durante os últimos três meses de gravidez.
De acordo com uma meta-análise de 1999, fumar antes da gravidez está fortemente relacionado a um aumento do risco de desenvolver uma gravidez ectópica.

## Tabagismo durante a gravidez
De acordo com um estudo de 2008 do Pregnancy Risk Assessment Monitoring System (PRAMS), que entrevistou mulheres em 26 estados dos EUA, aproximadamente 13% relataram fumar nos últimos três meses de gravidez. Dessas, 52% informaram fumar cinco ou menos cigarros por dia, 27% fumavam entre seis e dez cigarros diários, e 21% fumavam 11 ou mais.
Nos Estados Unidos, gestações não planejadas apresentam 30% mais probabilidade de fumantes durante a gravidez em comparação àquelas planejadas.

### Efeitos na gravidez em curso
Fumar na gravidez pode levar a uma série de riscos à saúde e danos à mãe e ao feto.
Mulheres que fumam estão cerca de duas vezes mais propensas a apresentar as seguintes complicações na gravidez:
- Ruptura prematura de membranas, que provoca a ruptura precoce do saco amniótico, induzindo o parto antes do pleno desenvolvimento do bebê. Embora tenha bom prognóstico em países ocidentais, causa estresse devido à necessidade de internação neonatal.
- Descolamento prematuro de placenta, com separação precoce da placenta do útero. O feto pode sofrer sofrimento fetal e morrer; a mãe pode ter hemorragia e necessitar de transfusão sanguínea.
- Placenta prévia, quando a placenta cresce na parte inferior do útero e cobre total ou parcialmente o colo do útero.[11] A placenta prévia pode gerar custos adicionais em países sem saúde pública gratuita, pois geralmente requer cesariana e recuperação prolongada.

De acordo com uma meta-análise de 1999, fumar na gravidez está associado a menor risco de desenvolver Pré-eclâmpsia.

#### Parto prematuro
Alguns estudos indicam que a probabilidade de parto prematuro é aproximadamente 50% maior em gestantes que fumam, passando de cerca de 8% para 11%.

#### Implicações para o cordão umbilical
O tabagismo pode prejudicar o desenvolvimento placentário, reduzindo o fluxo sanguíneo ao feto. Com a placenta subdesenvolvida, o Cordão umbilical não transfere oxigênio e nutrientes adequadamente, comprometendo o crescimento fetal e aumentando o risco de hemorragias no parto, embora a cesariana possa prevenir muitos óbitos.

#### Hipertensão induzida pela gravidez
Há evidências limitadas de que o tabagismo reduz a incidência de Hipertensão induzida pela gravidez, mas sem efeito em gestações de múltiplos fetos.

#### Transtornos do tique
Outros efeitos incluem maior risco de síndrome de Tourette e transtornos de tiques. Estudos mostram risco até 66% maior em filhos de mães fumantes pesadas (≥10 cigarros/dia). O tabagismo materno também associa-se a transtornos psiquiátricos como TDAH e TOC.

### Fenda palatina
Gestantes fumantes podem ter filhos com Fenda palatina.

### Efeitos do tabagismo na criança após o nascimento

#### Baixo peso ao nascer
Fumar na gravidez quase dobra o risco de baixo peso ao nascer. Em 2004, 11,9% dos bebês de mães fumantes apresentaram baixo peso (< 2,5 kg), em comparação a 7,2% dos não expostos. Em média, nascem 200 g mais leves.
A nicotina contrai vasos sanguíneos na placenta, e o monóxido de carbono substitui o oxigênio na hemoglobina fetal, prejudicando o desenvolvimento e elevando o risco de doenças neonatais e mortalidade precoce.

#### Síndrome da morte súbita infantil
A Síndrome da morte súbita infantil (SMSI) é caracterizada pela morte súbita e inexplicável de lactentes. A exposição pré e pós-natal ao fumo aumenta em até três vezes o risco de SMSI.

#### Outras malformações congênitas
| Malformação                           | Razão de chances |
| ------------------------------------- | ---------------- |
| Defeitos cardiovasculares e cardíacos | 1,09             |
| Defeitos musculoesqueléticos          | 1,16             |
| Defeitos de redução de membros        | 1,26             |
| Dedos ausentes/extras                 | 1,18             |
| Pé torto congênito                    | 1,28             |
| Craniossinostose                      | 1,33             |
| defeitos faciais                      | 1,19             |
| Defeitos oculares                     | 1,25             |
| Fissuras orofaciais                   | 1,28             |
| Malformações gastrointestinais        | 1,27             |
| Gastrosquise                          | 1,50             |
| Atresia anal                          | 1,20             |
| Hérnia                                | 1,40             |
| Testículos não descidos               | 1,13             |
| Hipospádia                            | 0,90             |
| Defeitos cutâneos                     | 0,82             |

O tabagismo também causa diminuição do perímetro cefálico, alterações no tronco encefálico, na estrutura pulmonar e paralisia cerebral. Estudos indicam que, se todas as gestantes nos Estados Unidos parassem de fumar, haveria redução estimada de 11% nas natimortes e 5% nas mortes neonatais.

#### Obesidade futura
Pesquisas sugerem que o tabagismo materno na gravidez pode predispor à obesidade na adolescência. Adolescentes expostos apresentam em média 26% mais gordura corporal total e 33% mais abdominal, possivelmente por efeitos na programação genética fetal, elevando risco de diabetes, hipertensão e doenças cardiovasculares.

## Parar de fumar durante a gravidez
Um estudo de 2010 no European Journal of Pediatrics mostrou que cessar o tabagismo em qualquer fase da gestação reduz riscos adversos, especialmente se interrompido no Primeiro trimestre: diminui probabilidade de defeitos cardíacos congênitos. Maior quantidade e duração de tabagismo elevam os riscos. Cessar no início traz melhores desfechos.
Há diversos recursos para auxiliar a parar de fumar, como aconselhamento e terapias medicamentosas. Para não gestantes, recomenda-se Terapia de reposição de nicotina (adesivos, chicletes, inaladores, pastilhas, sprays ou administração sublingual), mas a NRT entrega nicotina ao feto. Em alguns casos, a NRT pode ser a opção mais benéfica. Estudos no Reino Unido indicam que cigarro eletrônico pode ser mais eficaz que adesivos, com melhores resultados na gravidez. É importante conversar com o médico para definir o melhor curso de ação.

## Tabagismo após a gravidez
Lactentes expostos ao tabagismo pré e pós-natal apresentam maior risco de SMSI.

### Aleitamento materno
Se a mãe continuar fumando após o parto, ainda assim é mais benéfico amamentar do que evitar essa prática. Há evidências de proteção contra doenças infecciosas, especialmente diarreia. Mesmo expostos à nicotina pelo leite, bebês amamentados apresentam menor incidência de doenças respiratórias agudas comparados aos alimentados artificialmente. Os benefícios do aleitamento superam os riscos da exposição à nicotina.

### Fumo passivo
Fumo passivo associa-se a riscos como SMSI, asma, infecções pulmonares, Doença de Crohn, dificuldades de aprendizado e efeitos neurocomportamentais, cárie dentária, e maior risco de infecções de ouvido médio.

## Efeito multigeracional
Avós que fumam durante a gravidez da filha transmitem maior risco de asma aos netos, mesmo se as mães não fumarem. O efeito epigenético multigeracional da nicotina na função pulmonar já foi demonstrado.